# Advokaten
Advokaten er en svensk-dansk thriller-serie efter en ide fra Jens Lapidus, Hans Rosenfeldt og Michael Hjorth, som havde premiere på Viaplay og TV3 den 22. februar 2018.  Den 23. september 2019 offentliggjorde Viaplay at de vender tilbage med en 2. sæson af Advokaten. Anden sæson består af 8 afsnit af hver især ca. 45 minutter, der blev produceret af SF Studios. Den 10. maj 2020 havde anden sæsonpremiere.

## Handling
Sæson 1
I hovedrollerne følger vi søskendene Frank, der arbejder som forsvarsadvokat, og politibetjenten Sarah. Som børn var de vidne til, at deres forældre blev sprængt i luften af en bilbombe. Som voksne forsøger de at tackle dette traume på forskellige måder; Frank i bokseringen og Sarah med narkotika. Sarah er besat af at prøve at finde morderen til deres forældre og finder konstant spor, der ikke fører nogen steder. I den første episode af serien finder hun et spor, der fører til gangster Thomas Waldmann, der også tilfældigvis er Franks klient.
Sæson 2
Efter en brutal afslutning på første sæson er Frank tynget af skyldfølelse og kæmper mod sine indre dæmoner. Han kan ikke slippe tanken om Thereses skæbne, hvilket driver ham ud i en dybdeborende efterforskning, som fører ham ind i et gennemhullet og korrupt dansk retssystem.

## Produktion
Planerne for serien blev offentliggjort af MTG i januar 2017.  Konceptet blev udviklet af advokat og forfatter Jens Lapidus sammen med Hans Rosenfeldt og Michael Hjorth. Lapidus var også involveret i filmoptagelserne, hvor han var med til at gøre de juridiske elementer troværdige. Det var oprindeligt meningen, at serien skulle have premiere i efteråret 2017, men senere blev det annonceret, at premieren blev udsat til begyndelsen af 2018. Årsagen blev angivet til at være en anden af selskabets serier, ALEX, der blev indspillet før Advokaten, og derefter blev premieren på Advokaten udsat. Begge sæsoner er produceret af SF Studios. Ina Sohlberg og Nicklas Wikström Nicastro er producenterne bag serien. Makkerparret har tidligere opnået stor succes med blandt andet ’En mand der hedder Ove’ og Viaplay-originalen ALEX.

## Medvirkende[9][10]
| Skuespiller            | Rolle              |
| ---------------------- | ------------------ |
| Alexander Karim        | Frank Nordling     |
| Thomas Bo Larsen       | Thomas Waldmann    |
| Malin Buska            | Sara Kalil         |
| Nicolaj Kopernikus     | Svend Erik Wisen   |
| Sara Hjort Ditlevsen   | Therese Waldmann   |
| Johannes Lassen        | Markos             |
| Henning Valin Jakobsen | Bogdan Nikolitch   |
| Liv Mjönes             | Patricia Staaf     |
| Shebly Niavarani       | Said Khalil        |
| Ellen Hillingsø        | Magdalena Dahlerup |

## Hæder
Serien blev nomineret på Göteborg Film Festival 2018 til prisen Nordic Film & TV Fond Prize for bedste manuskript til tv-drama.